# Philautus
Philautus é um género de anfíbios anuros da família Rhacophoridae. Muitas das espécies deste género estão consideradas extintas pelo IUCN, enquanto outras são abundantes e possuem distribuição vasta.
Este género é único pelo facto dos seus membros efectuarem desenvolvimento directo, com todo o desenvolvimento a dar-se dentro dos ovos, sem girinos de vida livre (Biju, 2003).
As seguintes espécies são reconhecidas:
- Philautus abditus Inger, Orlov & Darevsky, 1999
- Philautus acutirostris (Peters, 1867)
- Philautus acutus Dring, 1987
- Philautus amoenus Smith, 1931
- Philautus aurantium Inger, 1989
- Philautus aurifasciatus (Schlegel, 1837)
- Philautus bunitus Inger, Stuebing & Tan, 1995
- Philautus cardamonus Ohler, Swan & Daltry, 2002
- Philautus catbaensis Milto, Poyarkov, Orlov, and Nguyen, 2013
- Philautus cinerascens (Stoliczka, 1870)
- Philautus cornutus (Boulenger, 1920)
- Philautus davidlabangi Matsui, 2009
- Philautus disgregus Inger, 1989
- Philautus dubius (Boulenger, 1882)
- Philautus erythrophthalmus Stuebing & Wong, 2000
- Philautus everetti (Boulenger, 1894)
- Philautus garo (Boulenger, 1919)
- Philautus gunungensis Malkmus & Riede, 1996
- Philautus hosii (Boulenger, 1895)
- Philautus ingeri Dring, 1987
- Philautus jacobsoni (Van Kampen, 1912)
- Philautus jerdonii (Günther, 1876)
- Philautus juliandringi Dehling, 2010
- Philautus kakipanjang Dehling & Dehling, 2013
- Philautus kempiae (Boulenger, 1919)
- Philautus kempii (Annandale, 1912)
- Philautus kerangae Dring, 1987
- Philautus leitensis (Boulenger, 1897)
- Philautus longicrus (Boulenger, 1894)
- Philautus macroscelis (Boulenger, 1896)
- Philautus maosonensis Bourret, 1937
- Philautus microdiscus (Annandale, 1912)
- Philautus mjobergi Smith, 1925
- Philautus namdaphaensis Sarkar & Sanyal, 1985
- Philautus nianeae Stuart, Phimmachak, Seateun, and Sheridan, 2013
- Philautus pallidipes (Barbour, 1908)
- Philautus petersi (Boulenger, 1900)
- Philautus petilus Stuart & Heatwole, 2004
- Philautus poecilius Brown & Alcala, 1994
- Philautus refugii Inger & Stuebing, 1996
- Philautus sanctisilvaticus Das & Chanda, 1997
- Philautus saueri Malkmus & Riede, 1996
- Philautus schmackeri (Boettger, 1892)
- Philautus similipalensis Dutta, 2003
- Philautus similis Van Kampen, 1923
- Philautus surdus (Peters, 1863)
- Philautus surrufus Brown & Alcala, 1994
- Philautus tectus Dring, 1987
- Philautus tytthus Smith, 1940
- Philautus umbra Dring, 1987
- Philautus vermiculatus (Boulenger, 1900)
- Philautus vittiger (Boulenger, 1897)
- Philautus worcesteri (Stejneger, 1905)